# Pieter Johannes Godefroy

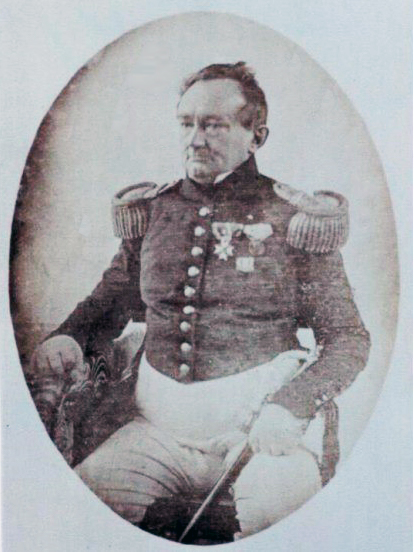
Pieter Johannes Godefroy (1798-1851)

Pieter Johannes Godefroy (Leiden, 2 februari 1798 - Batavia, 5 februari 1851) was een Nederlandse chirurgijn-majoor (1822-39) en chef van de (militair) Geneeskundige Dienst in Nederlands-Indië (1839-45).
Pieter Johannes Godefroy werd geboren in Leiden op 2 februari 1798 als zoon van Johannes Godefroy en Johanna de Jongh. 
Op 16 juli 1816 vertrok hij in de functie van chirurgijn 2e klasse met het schip de Selima naar Nederlands-Indië. Toen de Nederlandse troepen Augustus 1819 rond het dorp Beba op het eiland Celebes (thans Sulawesi) ten zuiden van Makassar de strijd aangingen met de strijders onder leiding van Aboe Bakar was Godefroy in de functie van chef van de militair geneeskundige dienst aanwezig. Bakar en zijn mannen vonden er na lange guerrilla-strijd de dood op het slagveld. Godefroy werd voor bijzondere verdiensten bij deze expeditie in 1819 tegen Aboe Bakar op Makasser bij Koninklijk Besluit d.d. 3 juli 1820 benoemd tot ridder in de Orde van de Nederlandse Leeuw. Hij kreeg deze onderscheiding ook omdat hij zich intensief had ingezet bij het verbreiden van de koepokken-inenting op het eiland Celebes. In 1831 was Godefroy lid van het Bataviaasch genootschap van Kunsten en wetenschappen en chirurgijn-majoor in het hospitaal te Weltevreden. Godefroy is 1845 gepensioneerd.
Godefroy trad op 14 november 1824 in Batavia in het huwelijk met Anna Maria Christina Ross (1802-1878), dochter van prof dr. Johan Theodorus Ross en Christina Diederica Dircks. Ze kregen samen elf kinderen. Hun dochter Justine Louise trouwde in 1863 met Eduard Alexander Engelbrecht. Anna Maria Christina Ross was de weduwe van van Otto Georg Veldtman Muntinghe. Pieter Johannes Godefroy overleed op 5 februari 1851 in Batavia, Nederlands-Indië. 